# Jean Lannes
Jean Lannes, primer duc de Montebello, príncep de Siewierz (10 d'abril de 1769 - 31 de maig de 1809), va ser un comandant militar francès i un mariscal de l'Imperi que va servir durant les guerres revolucionàries franceses i les guerres napoleòniques.
Fou un dels generals més atrevits i hàbils de Napoleó i és considerat per molts com un dels millors comandants militars de la història. Napoleó va comentar una vegada a Lannes: «QUan el vaig trobar era un pigmeu i l'he deixat com un gegant». Amic personal de l'emperador, se li va permetre dirigir-se a ell amb el tu familiar, en oposició al vous formal.

## Primers anys de vida
Lannes va néixer a la petita ciutat de Lectoure, a la Gascunya. Era fill d'un petit terratinent i comerciant, Jeannet Lannes (1733–1812), fill de Jean Lannes (m. 1746), pagès, i de la seva dona, Jeanne Pomiès (m. 1770). Va ser aprenent en la seva adolescència d'un tintorer. Lannes va rebre poca educació, però la seva gran força i habilitat en molts esports van fer que el 1792 fos elegit sergent major del batalló de voluntaris del Gers, al qual s'havia unit en l'esclat de la guerra entre França i Espanya.
Va servir sota el comandament del general Jean-Antoine Marbot durant les campanyes als Pirineus el 1793 i el 1794, i per conducta distingida va ascendir al rang de chef de brigade. Durant el seu temps als Pirineus, Lannes va rebre algunes tasques importants del general Jacques François Dugommier i fou recomanat per a la promoció pel futur mariscal Louis-Nicolas Davout.

## Campanyes d'Itàlia i Egipte
Lannes va servir sota el comandament del general Barthélemy Louis Joseph Schérer i participà a la batalla de Loano. No obstant això, l'any 1795, com a conseqüència de les reformes de l'exèrcit introduïdes pels termidorians, va ser destituït del seu rang. Es va tornar a allistar com a simple voluntari a l'Armée d'Italie. Va servir a la campanya italiana de 1796 i va tornar a pujar a un rang superior, en rebre el comandament d'una brigada de la divisió del general Pierre Augereau i, més tard, de tres batallons en diferents moments. Lannes es va distingir en totes les batalles i va tenir un paper important en una victòria a Dego. A la batalla de Bassano, va capturar dues banderes enemigues amb les seves pròpies mans i va rebre múltiples ferides a la batalla d'Arcole però va continuar liderant la seva columna.
Lannes va dirigir les tropes sota Claude Victor-Perrin en la invasió dels Estats Pontificis. Quan ell i un petit grup de reconeixement es van trobar amb 300 cavallers papals, va evitar el perill ordenant als homes que tornessin a la base.
Va ser escollit per Bonaparte per acompanyar-lo a Egipte com a comandant d'una de les brigades del general Jean-Baptiste Kléber, amb la qual es va distingir, especialment durant la retirada de Síria. Lannes va ser ferit a la batalla d'Abukir, abans de tornar a França amb Bonaparte, al qual ajudà en el cop d'estat del 18 de Brumari. Després de la presa de possessió de Bonaparte i el nomenament com a Cònsol de França, Lannes va ser ascendit als rangs de general de divisió i comandant de la guàrdia consular.
De nou amb l'Armée d'Italie, Lannes va comandar la guàrdia avançada a la travessa dels Alps el 1800 i va tenir un paper fonamental per guanyar la batalla de Montebello, de la qual després va prendre el seu títol. També va tenir un paper important en la batalla de Marengo.

## Guerres Napoleòniques

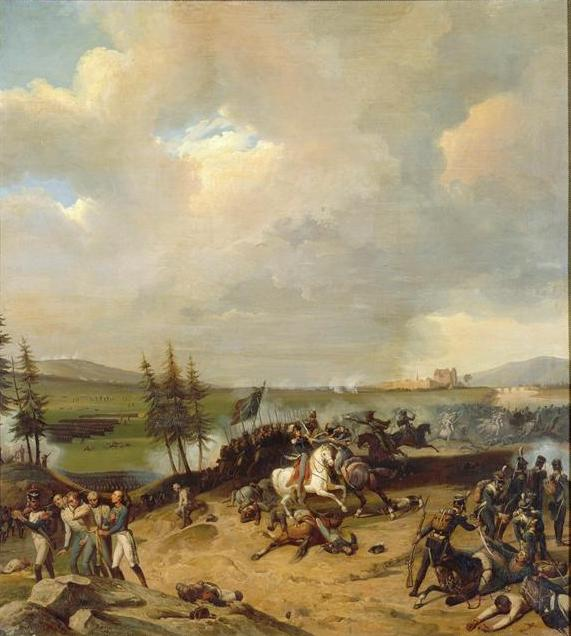
Victòria de Lannes a la batalla de Saalfeld, 1806

El general Joachim Murat i el chef de brigada Jean-Baptiste Bessières van maquinar retirar Lannes per un dèficit pressupostari, però Augereau ho va impedir. Com a resultat, Lannes no va ser totalment deshonrat, sinó que va ser enviat com a ambaixador a Portugal el 1801. Les opinions difereixen quant als seus mèrits en aquesta qualitat; Napoleó no va fer mai més ús d'ell. Lannes va comprar el Château de Maisons, del segle XVII, prop de París, el 1804 i va fer redecorar un dels seus apartaments estatals per a una visita de Napoleó.
Després de l'establiment del Primer Imperi francès, va ser nomenat un dels divuit mariscals originals de l'Imperi. El 1805, va recuperar completament el favor de Napoleó, que havia perdut durant el consolat. A Austerlitz, va comandar l'ala esquerra de la Grande Armée. Durant la Guerra de la Quarta Coalició, Lannes va estar en el seu millor moment, comandant el seu cos amb accions com la marxa pel bosc de Turingia, la batalla de Saalfeld (que avui s'estudia com a model al Col·legi d'Estat Major francès) i la batalla de Jena. El seu lideratge de l'avantguarda a Friedland fou encara més destacat.
El 1807, Napoleó va recrear el ducat de Siewierz (Sievers) i el concedí a Lannes després que Prússia es veiés obligada a cedir totes les seves adquisicions de la segona i tercera partició de Polònia.
Després d'això, Lannes va haver d'actuar com a comandant en cap, ja que Napoleó el va enviar a Espanya el 1808 i li va donar una ala independent de l'exèrcit, amb la qual va aconseguir una victòria aclaparadora sobre el general Francisco Castaños a Tudela el 1808. El gener de 1809, va ser enviat a capturar Saragossa i el 21 de febrer, després d'una de les defenses més obstinades de la història, Lannes havia aconseguit capturar la plaça. Més tard va dir: «aquest maleït Bonaparte ens matarà a tots» després de la seva última campanya a Espanya.
El 1808, Napoleó el va nomenar duc de Montebello i el 1809, per darrera vegada, li va donar el comandament de l'avantguarda. Va participar en els enfrontaments al voltant d'Eckmühl i l'avanç cap a Viena. Amb el seu cos, va dirigir l'exèrcit francès a través del riu Danubi i va rebre els atacs més forts, amb el mariscal André Masséna, a la batalla d'Aspern-Essling.

## Mort

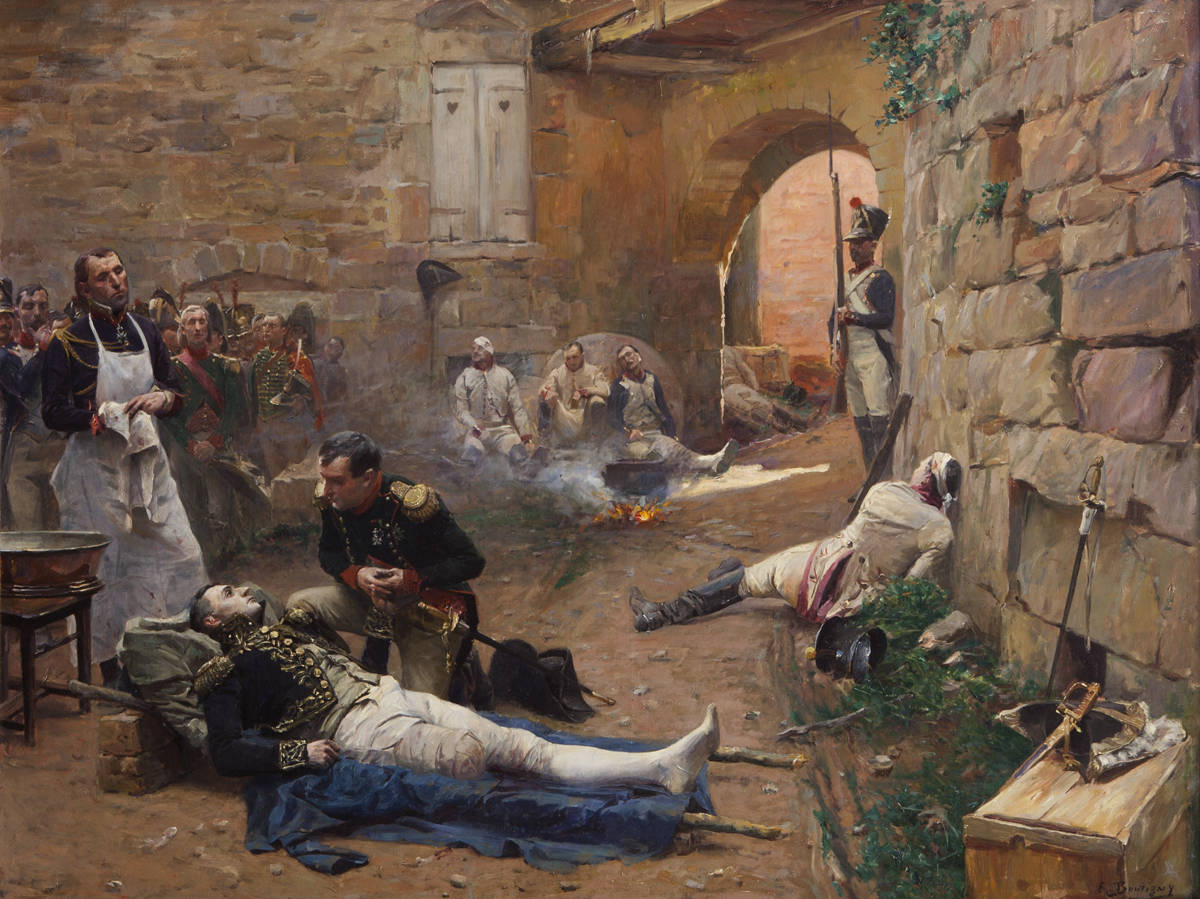
Mort de Lannes a Essling, 1809

El 22 de maig de 1809, durant una pausa en el segon dia de la batalla d'Aspern-Essling, Lannes es va asseure a la vora d'una rasa, amb la mà sobre els ulls i les cames creuades. Mentre estava assegut allà, submergit en la meditació ombrívola d'haver vist el seu amic, el general Pierre Charles Pouzet, decapitat per una bala de canó mentre xerraven, una segona bala de canó disparada des d'un canó a Enzersdorf va rebotar i el va colpejar just on tenia les cames creuades. L'impacte li va trencar el genoll d'una cama i els nervis posteriors de l'altra. El mariscal va dir: «Estic ferit; no és res; doneu-me la mà per ajudar a aixecar-me». Va intentar aixecar-se, però no va poder.
El van dur al cap de pont, on els cirurgians van curar-li la ferida. Una de les cames de Lannes va ser amputada en dos minuts per Dominique-Jean Larrey. Va suportar la dolorosa operació amb coratge; tot just s'havia acabat quan Napoleó es va acostar i, agenollat al costat de la llitera, va plorar mentre abraçava el mariscal. El 23 de maig va ser transportat en vaixell a una casa de Kaiserebersdorf, ara una part del districte de Simmering de Viena. Vuit dies després, Lannes va sucumbir a les seves doloroses ferides, a l'alba del 31 de maig.
Va ser enterrat inicialment als Invàlids de París, però el 1810 va ser exhumat i reinhumat al Panteó nacional després d'una gran cerimònia.

## Família
Lannes es va casar dues vegades, a Perpinyà el 19 de març de 1795 amb Paulette Méric, de qui es va divorciar per infidelitat el 1800, després que aquesta hagués donat a llum un fill il·legítim mentre ell servia a Egipte:
- Jean-Claude Lannes de Montebello (Montalban, 12 de febrer de 1799 - 1817), que va morir solter i sense descendència,

El seu segon matrimoni va ser a Dornes el 16 de setembre de 1800 amb Louise Antoinette, comtessa de Guéhéneuc (París, 26 de febrer de 1782 - París, 3 de juliol de 1856), de qui va tenir cinc fills:
- Louis Napoléon (30 de juliol de 1801 - 19 de juliol de 1874)
- Alfred-Jean (11 de juliol de 1802 - 20 de juny de 1861)
- Jean-Ernest (20 de juliol de 1803 - 24 de novembre de 1882)
- Gustave-Olivier (4 de desembre de 1804 - 25 d'agost de 1875)
- Josephine-Louise (4 de març de 1806 - 8 de novembre de 1889)

Un va succeir-lo en els seus títols i els altres tres van utilitzar el títol de cortesia de baró. Un dels seus descendents directes, Philippe Lannes de Montebello, va ser el director del Metropolitan Museum of Art fins al 2008.

## Avaluació

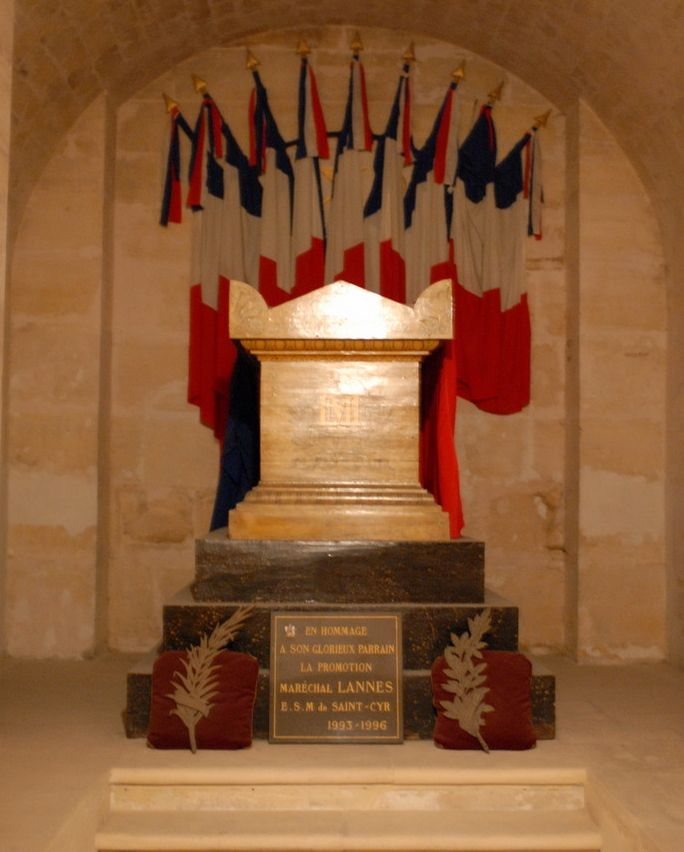
La tomba de Lannes al Panteó

Lannes es considera, amb Louis-Nicolas Davout i André Masséna, com el més capaç de tots els mariscals de Napoleó. sovinte se l'encomanaren tasques que requerien la màxima resolució i atreviment, i més especialment quan els plans de l'emperador depenien del vigor i el sacrifici d'un destacament.